# Very Bad Dads 2
Série
Very Bad Dads
(2015)
Pour plus de détails, voir Fiche technique et Distribution.
Very Bad Dads 2 (Daddy's Home 2), ou Le Retour de papa 2 au Québec, est un film américain écrit et réalisé par Sean Anders, sorti en 2017. Il s'agit de la suite de Very Bad Dads, sorti en 2015.

## Synopsis
Brad Whitaker et Dusty Mayron, qui se sont réconciliés, décident de fêter Noël ensemble. Mais ils voient débarquer le père de la belle-fille de Dusty, remarié à une autre femme, ainsi que leurs propres pères.

## Fiche technique
Sauf indication contraire, les informations mentionnées dans cette section peuvent être confirmées par les bases de données cinématographiques  présentes dans la section « Liens externes ».
- Titre original : Daddy's Home 2
- Titre français : Very Bad Dads 2
- Titre québécois : Le Retour de papa 2[1]
- Réalisation : Sean Anders
- Scénario : Sean Anders et John Morris, d'après une histoire de Brian Burns
- Musique : Michael Andrews
- Photographie : Julio Macat
- Direction artistique : Rachel Block
- Montage : Brad Wilhite
- Décors : Clayton Hartley
- Production : Will Ferrell et Adam McKay
- Sociétés de production : Red Granite Pictures et Gary Sanchez Productions
- Société de distribution : Paramount Pictures
- Pays de production :  États-Unis
- Langue originale : anglais
- Genre : comédie
- Format : couleur — 1,85:1 — son Dolby Digital
- Durée : 100 minutes
- Dates de sortie :
  - Belgique, Pays-Bas et Hong Kong : 8 novembre 2017
  - États-Unis et Canada : 10 novembre 2017
  - France : 3 avril 2018 (sortie directement en vidéo)

## Distribution
Sauf indication contraire, les informations mentionnées dans cette section peuvent être confirmées par les bases de données cinématographiques  présentes dans la section « Liens externes ».
- Will Ferrell (VF : Philippe Vincent ; VQ : François Godin) : Brad Whitaker, le mari de Sara et beau-père de Dylan et Megan
- Mark Wahlberg (VF : Bruno Choël ; VQ : Patrice Dubois) : Dusty Mayron, l'ex de Sara et père de Dylan et Megan
- Linda Cardellini (VF : Laurence Dourlens ; VQ : Julie Burroughs) : Sara Whitaker, épouse de Brad
- John Cena (VQ : Frédéric Paquet) : Roger, le père de la belle-fille de Dusty
- Mel Gibson (VF : Jacques Frantz ; VQ : Sylvain Hétu) : Kurt Mayron, le père de Dusty
- John Lithgow (VF : Jean-Loup Horwitz ; VQ : Guy Nadon) : Don Whitaker, le père de Brad
- Alessandra Ambrósio (VF : Catherine Desplaces) : Karen, la femme de Dusty
- Scarlett Estevez (VF : Jaynélia Coadou ; VQ : Marine Guérin) : Megan Mayron, la fille de Dusty et Sara
- Owen Vaccaro (VF : Dorothée Pousséo ; VQ : Loïc Moenner) : Dylan Mayron, le fils de Dusty et Sara
- Didi Costine (VF : Lila Lacombe) : Adrianna, la belle-fille de Dusty
- Yamilah Saravong : Casey, la petite fille du chalet voisin
- Chesley Sullenberger : Sully, lui-même (caméo)

 Source et légende : version française (VF) sur RS Doublage et version québécoise (VQ) sur Doublage.qc.ca

## Production

### Attribution des rôles
En avril 2016, une suite de Very Bad Dads est annoncée, toujours avec Will Ferrell et Mark Wahlberg dans les rôles principaux et Sean Anders à la réalisation. En janvier 2017, il est annoncé que Mel Gibson et John Lithgow rejoignent la distribution, dans le rôle du père de Wahlberg et Ferrell respectivement. John Cena, qui apparaît à la fin du premier film, reprendra son rôle, celui du père de la belle-fille de Wahlberg.

## Accueil

### Box-office
| Pays ou région    | Box-office    | Date d'arrêt du box-office | Nombre de semaines |
| ----------------- | ------------- | -------------------------- | ------------------ |
| États-Unis Canada | 104 029 443 $ | 15 février 2018            | 14                 |
| Mondial           | 180 613 180 $ | 15 février 2018            | 14                 |